# Ayanda Denge
Ayanda Denge   (Gqeberha, 1982 - Ciutat del Cap, 24 de març de 2019) va ser una dona trans sud-africana i supervivent del tràfic sexual. Va ser una defensora de les persones transgènere, supervivents del tràfic sexual i de l'abolició de la prostitució. Va ser la presidenta del grup de treball d'Educació i Incidència de Treballadores Sexuals (SWEAT). Denge va dir que "ser transgènere és […] una triple dosi d'estigmatització i discriminació".

## Joventut
Ayanda Denge   (Gqeberha, 1982 - Ciutat del Cap, 24 de març de 2019)Denge era xosa i va créixer a la ciutat de Port Elizabeth, al Cap Oriental.

## Activisme
Denge va començar a treballar a Johannesburg i més tard va viatjar a altres ciutats del sud d'Àfrica, incloent Harare, Durban, Ciutat del Cap, Port Elizabeth i les cascades Victòria. Va ser treballadora sexual durant més de 15 anys.
Denge va treballar durant dos anys com a coordinadora de divulgació del Moviment Sisonke de Treballadores Sexuals (Sisonke).
Denge va presidir del grup de treball d'educació i defensa dels treballadors sexuals (SWEAT). Va ser una defensora de les persones trans, de les treballadores sexuals i de la despenalització del treball sexual. En el seu paper amb SWEAT, Denge va formar 50 educadors i va treballar com a ponent motivacional sobre "la consciència del càncer, la consciència sobre la sida i els problemes de defensa dels drets humans relacionats amb el treball sexual".
Denge va parlar en la inauguració, l'agost de 2015 a Ciutat del Cap, de la Coalició Asijiki per a la despenalització del treball sexual. L'organització inclou treballadores sexuals, activistes i defensores i defensors dels drets humans, i el comitè directiu està format pel Sisonke, el Centre Legal de la Dona (WLC), el SWEAT i Justícia de Gènere Sonke.
Denge va ser entrevistada pel Daily Vox mentre assistia a la Conferència Internacional sobre la Sida de 2016 a Durban: "Ser transgènere no és una dosi doble, sinó una triple dosi d'estigmatització i discriminació".
Denge vivia a Ciutat del Cap, Sud-àfrica.